# Mesdjeru
Mesdjeru (altägyptisch in Transkription Ms-ḏr.w) war der Name eines hohen Beamten des Alten Reiches, dessen genauer Wirkungszeitraum unklar ist. Seine Amtszeit wird in die Zeitspanne von zweiter Hälfte der 5. Dynastie bis spätestens Beginn der 6. Dynastie datiert.

## Biografie
Mesdjeru führte hohe Titel wie „Königlicher Schreiber“ (Sesch-nesu), „Vertrauter des Königs“ (Rech-nesu), „Inspekteur der Stark-an-Stimme des Schatzhauses“ und „Aufseher über die Goldlager'“. Verheiratet war er mit einer Dame namens Hetep-neferet. Diese führte den hohen Titel „Vertraute des Königs“. Es ist unbekannt, welchem König (Pharao) Mesdjeru gedient hatte, in einer Inschrift nennt er in einer kurzen Königsliste als letzten Regenten Neferirkare, weshalb angenommen wird, dass er nicht lange nach diesem sein Amt antrat.

## Grabstätte
Mesdjeru wurde wahrscheinlich in Mastaba G 1011 in Gizeh bestattet. Sein Name wurde dort auf einem Türsturz entdeckt. Die Mastaba wurde in der Antike von Grabräubern geplündert. Bekannt wurde sie vor allem durch den Fund der Schreibtafel von Gizeh.